# طواف ميزوري 2009
طواف ميزوري 2009 هو سباق دراجات هوائية أقيم بتاريخ سبتمبر 7–13، تكون السباق من 7 مراحل وامتدّ لمسافة 612.5 بسرعة 27.28 /س، استغرق السباق 22 ساعة 26 دقيقة 56 ثانية. فاز به الأمريكي ديفيد زابريسكي.

## الترتيب
| م                     | الدرّاج         | البلد            | الزمن                     |
| --------------------- | -------------- | ---------------- | ------------------------- |
| الفائز بالترتيب العام | ديفيد زابريسكي | الولايات المتحدة | 22 ساعة 26 دقيقة 56 ثانية |
| حسب النقاط            | تور هوسهوفد    | النرويج          | -                         |